# Adromischus fallax
Adromischus fallax là một loài thực vật có hoa trong họ Crassulaceae. Loài này được Toelken miêu tả khoa học đầu tiên năm 1978.